# Phytomyza fulvovittata
Phytomyza fulvovittata este o specie de muște din genul Phytomyza, familia Agromyzidae, descrisă de Gabriel Strobl în anul 1910.
Este endemică în Austria. Conform Catalogue of Life specia Phytomyza fulvovittata nu are subspecii cunoscute.